# Hřib růžovník
Hřib růžovník (Butyriboletus fuscoroseus (Smotl.) Vizzini et Gelardi 2014) je velmi vzácná houba z čeledi hřibovitých. Tento růžovo-žlutě zbarvený hřib roste pouze v teplých oblastech nížin a pahorkatin. Blízce příbuzné tomuto druhu jsou hřib přívěskatý a hřib horský.

## Synonyma
- Boletus appendiculatus var. pseudoregius Huber 1927[2]
- Boletus fuscoroseus Smotl. 1910[3][4]
- Boletus pseudoregius (Heinr. Huber) Estadès 1988[2]
- Boletus speciosus Frost. 1874 (dnes považován za samostatný druh)
- hřib hnědorůžový (dnes považován za samostatný druh)
- hřib nádherný[5] (název používaný též pro středomořský druh Boletus spretus)
- hřib růžovník[3][4]

## Taxonomie
Roku 1909 jej objevil a v roce 1910 popsal český mykolog František Smotlacha. Uvedené datum provázejí diskuse, které jsou důsledkem nejednoznačného datování: Smotlacha ve svém popisu uvedl letopočet „1910“ a poznámku „předloženo v sezení dne 13. ledna 1911“. Tento popis byl vydaný v rámci Věstníku Královské české společnosti nauk 8, v němž je uvedeno datum tisku 30. června 1911, zároveň jde o vydání roku 1911, ale titulní stránka věstníku uvádí rok 1912. Z toho důvodu se v literatuře můžeme setkat s různými údaji.
První známé nálezy tohoto druhu pocházely z osobních Smotlachových sběrů z Žernova u Holic (pod duby). U Roblína je sbíral František Fechtner, který spolupracoval s Josefem Velenovským.
V literatuře je možné narazit i na vědecký název Boletus pseudoregius (Heinr. Huber) Estadès, ale správné jméno Boletus fuscoroseus bylo Františkem Smotlachou publikováno desítky let před tím, než byl Boletus pseudoregius přesunut na úroveň druhu. Na přednost Smotlachova názvu poukázali roku 2006 přední čeští boletologové Pavel Špinar a Josef Šutara a opakovaně v roce 2014 Josef Šutara s Václavem Jandou, Michalem Gracou a kolektivem. V roce 2014 provedli američtí mykologové David Arora a Jonathan L. Frank vydělení rodu Butyriboletus (zhruba odpovídá původnímu pojetí sekce Appendiculati) z rodu Boletus a převedení především amerických druhů do nového rodu. Zbývající evropské druhy sekce Appendiculati včetně hřibu růžovníku do nového rodu přesunuli téhož roku italští mykologové Alfredo Vizzini a Matteo Gelardi.
Český název hřib růžovník zavedený Smotlachou pochází z místního lidového názvu na Holicku „růžovník“.

## Vzhled

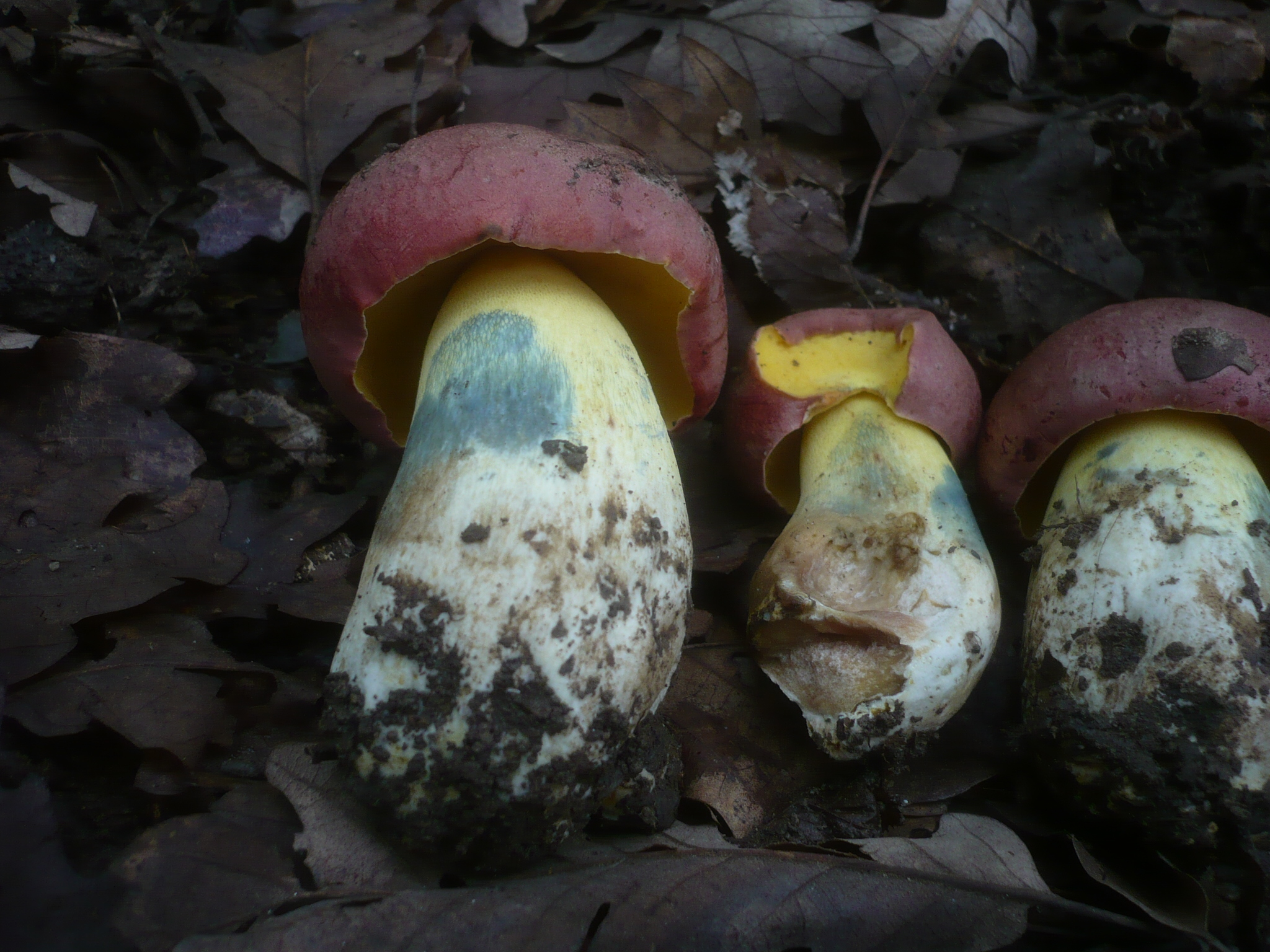
Hřib růžovník – dužina po poranění modrá

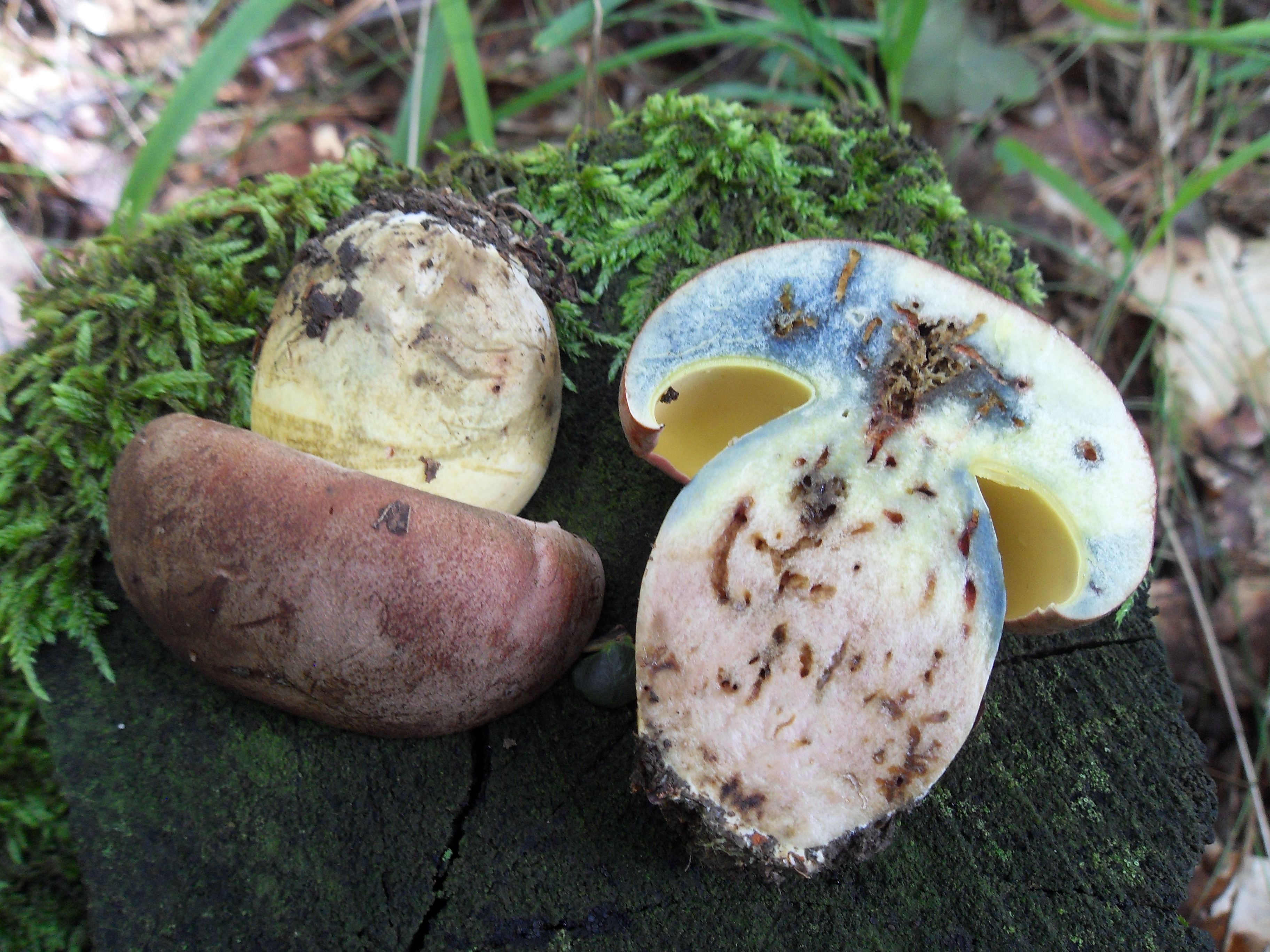
Řez plodnicí: dužnina v bázi třeně je zarůžovělá, v klobouku modře oxiduje

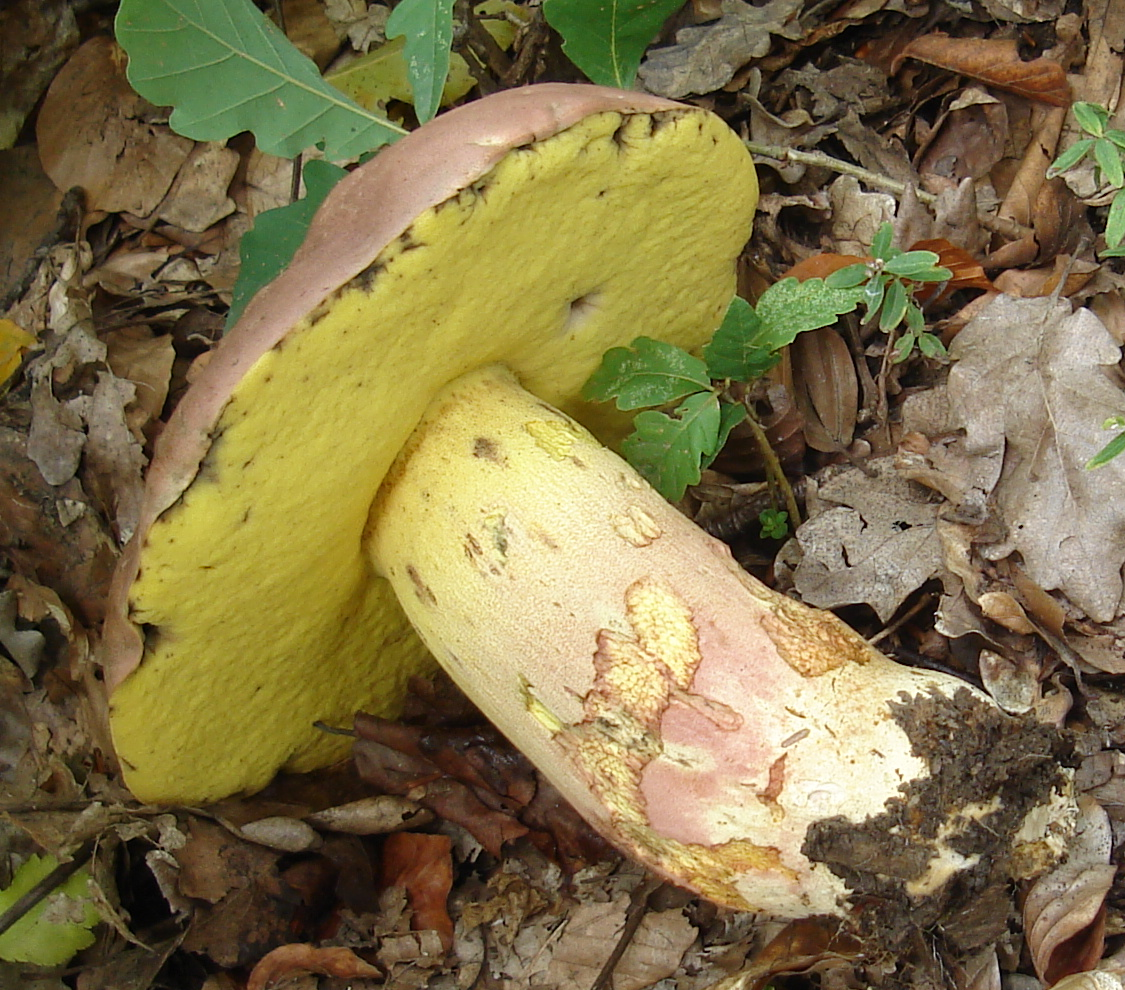
Dospělá plodnice, povrch klobouku bledne, póry zůstávají žluté

### Makroskopický
Klobouk 50–100 (140), (100–200) milimetrů široký, hnědorůžový nebo hnědočervený, později se může barvit do okrova. Na otlacích tmavne.
Rourky a póry jsou žluté, ve stáří žlutoolivové, na řezu a otlacích modrozelenající.
Třeň je zbarvený žlutě, spodní část až od poloviny obvykle přechází do růžové až načervenalé. Horní část kryje světlá žlutavá síťka.
Dužnina je bělavá, nad rourkami a v horní části třeně nažloutlá, ve spodní části třeně narůžovělá, načervenalá až nahnědlá. Na řezu modrá především v horní části plodnice.

### Mikroskopický
Výtrusy dosahují (10) 11–15 × 4,5–5,5 μm (Velenovský uvádí 8–10, některé 12–15 μm, Pilát & Dermek 9–14 × 3–4,5 μm), jsou hladké, elipsoidně vřetenovité, patrná je suprahilární deprese z bočního pohledu. Povrch klobouku kryjí 3–8 μm silné trichodermální hyfy, které ve stáří kolabují.

## Výskyt
Jde o velmi vzácný teplomilný druh, který je vázaný na duby, vzácně na buky. V rámci České republiky se vyskytuje jen na několika místech ve světlých listnatých lesích a na hrázích rybníků v nížinách a pahorkatinách. Roste ojediněle a nepravidelně. Fruktifikuje od července do konce září.

## Rozšíření
Hřib růžovník roste v Turecku (Asie) a Evropě – nálezy byly popsány v následujících zemích: Belgie, Bulharsko, Černá Hora, Česko, Chorvatsko, Francie, Itálie, Maďarsko, Rakousko, Rumunsko, Řecko, Severní Makedonie, Slovensko, Slovinsko, Spojené království, Srbsko, Španělsko, Švýcarsko.
V České republice je v současnosti známý z území Bílých Karpat. Na Pardubicku, odkud je hřib růžovník popsán, nebyl po dlouhá léta nalézán, ale objevil se opět v roce 2010. Dřívější lokality z Královéhradecka byly považovány za zaniklé, v roce 2013 byl však nalezen i zde. Velenovský (1922) uváděl krom Žernova u Holic (okres Pardubice) také Roblín (okres Praha-západ).

## Záměna
- Hřib Fechtnerův (Butyriboletus fechtneri) - především v mládí stříbřitý povrch klobouku
- Hřib královský (Butyriboletus regius) – dužnina se na řezu nebarví modře[1]
- Hřib přívěskatý (Butyriboletus appendiculatus) – zabarvení klobouku maximálně kaštanové, nikdy růžové[1]
- Hřib hnědorůžový (Butyriboletus brunneus, syn. Boletus speciosus var. brunneus) – neroste v Evropě, ale na východě USA
- Hřib Špinarův (Boletus legaliae f. spinarii) – červená či hnědá síťka v horní části třeně, při zasychání voní po Maggi

Oproti žlutým hřibům (Fechtnerův, královský a přívěskatý) se liší mnohem intenzivnějším modráním dužiny.

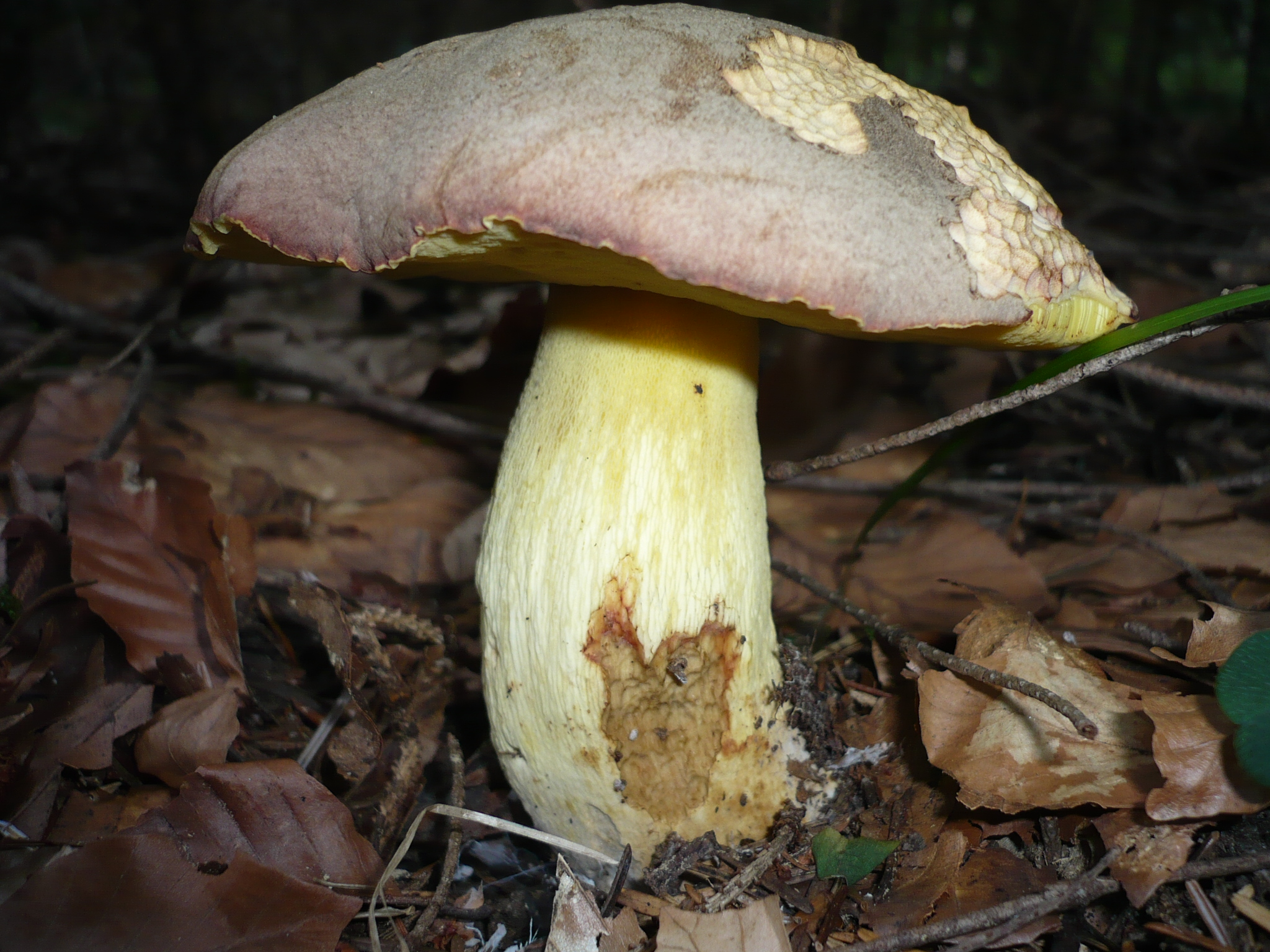
Hřib Fechtnerův
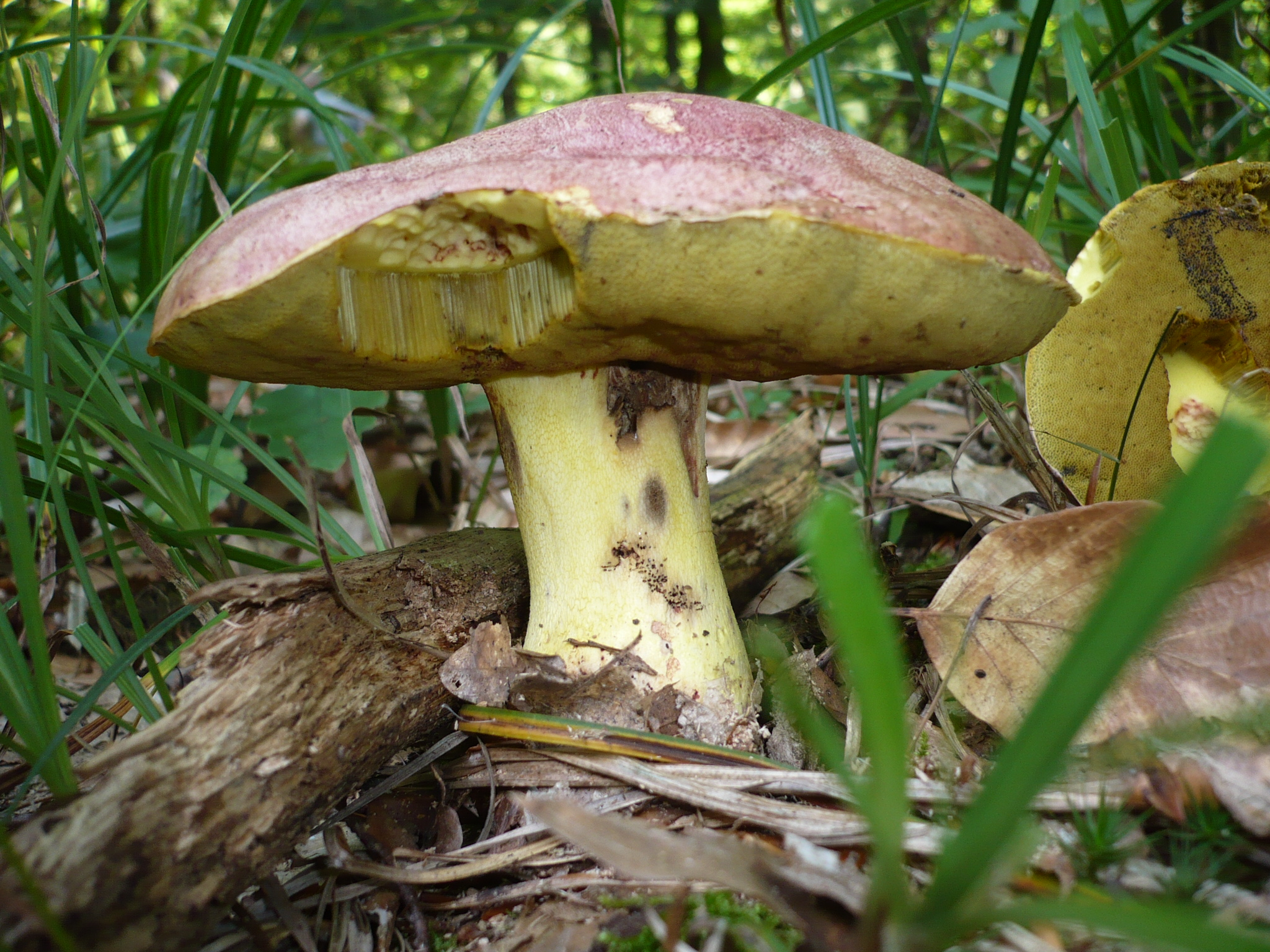
hřib královský
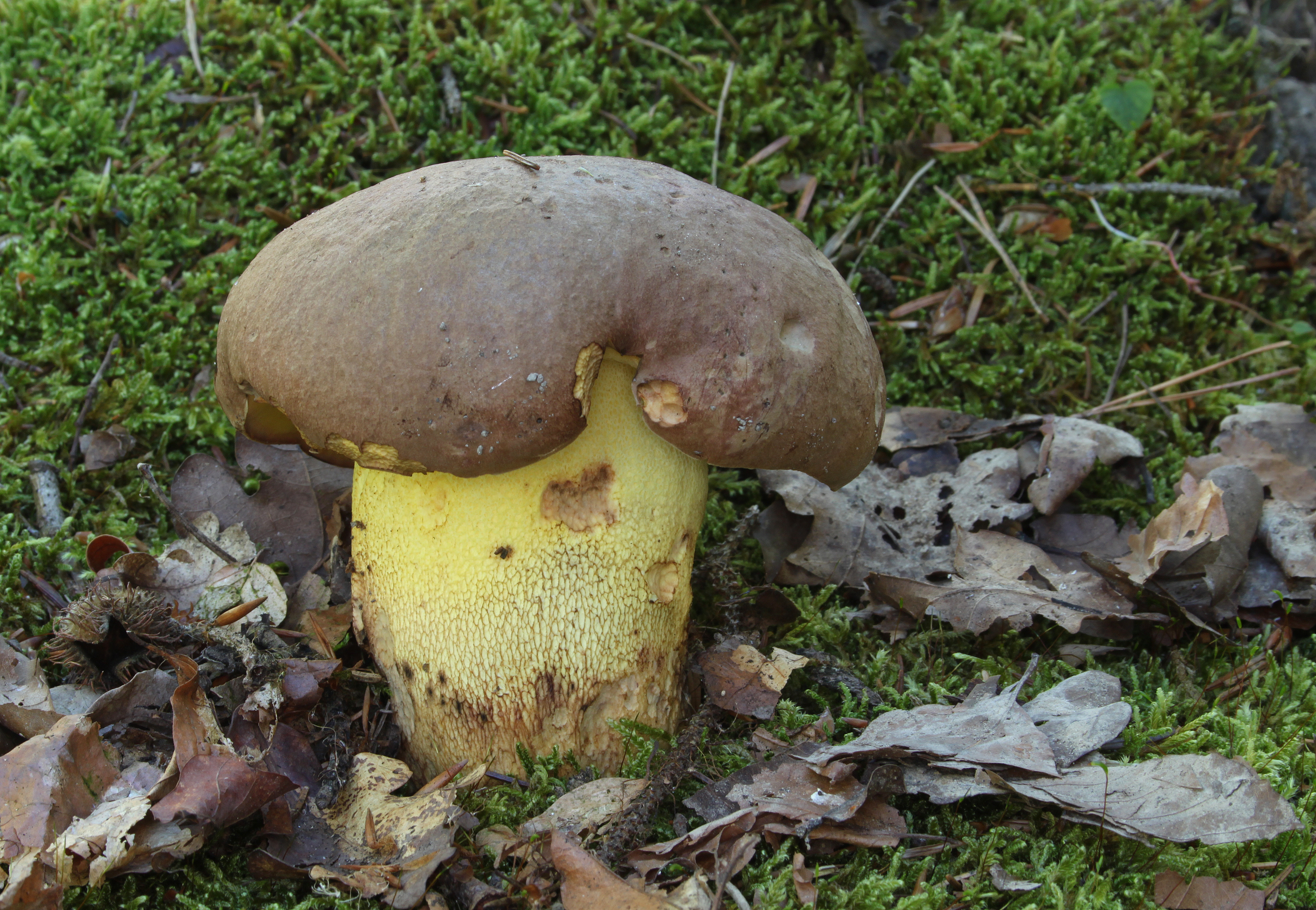
Hřib přívěskatý
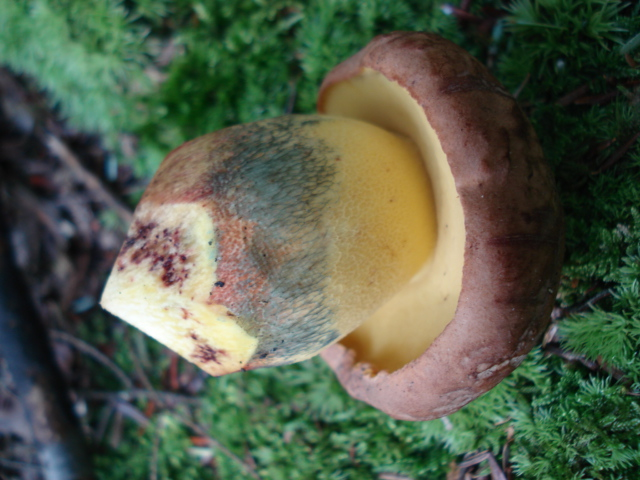
Hřib hnědorůžový
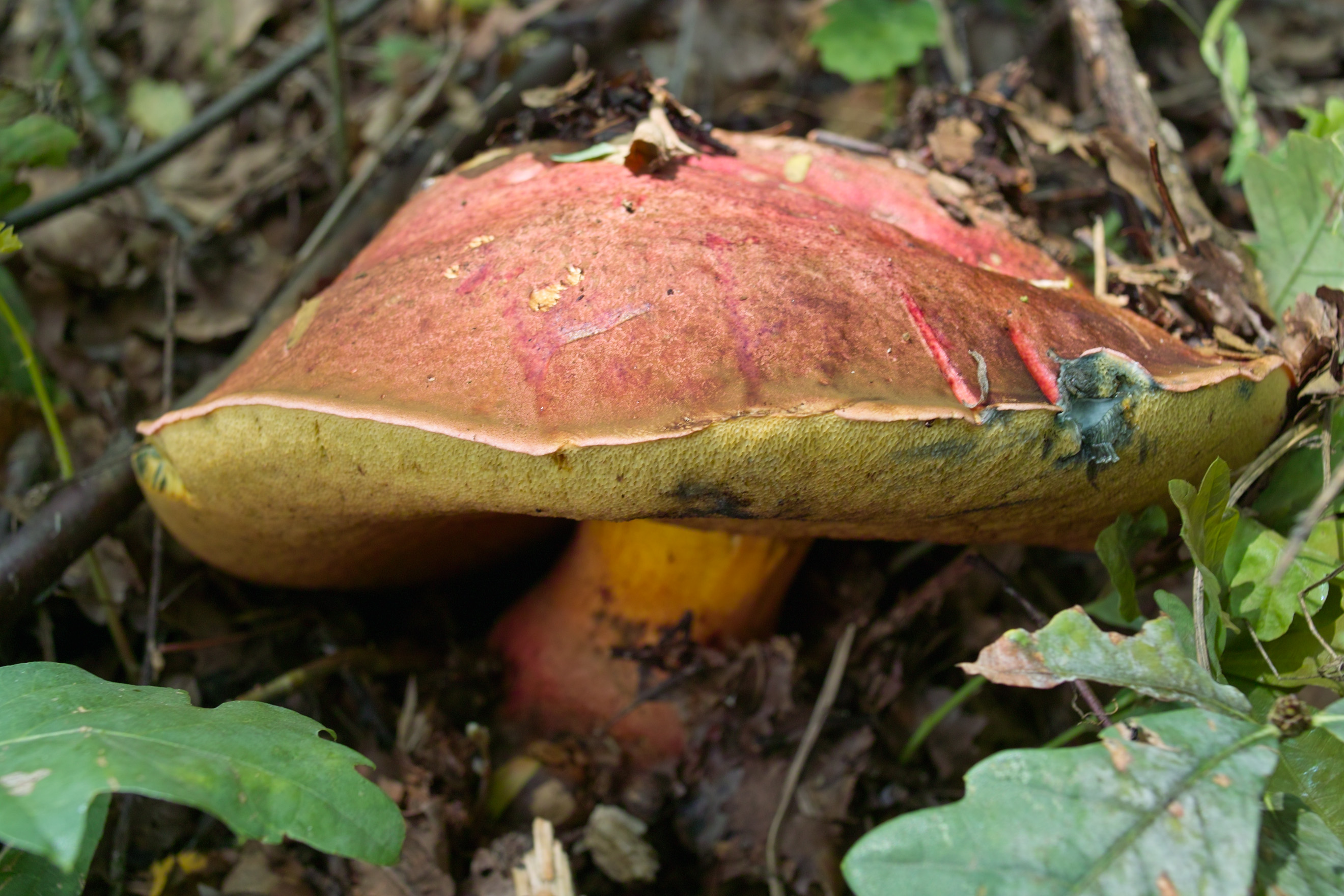
Hřib Špinarův

### Boletus speciosus
S hřibem růžovníkem a hřibem královským byl spojován druh popsaný v Severní Americe pod názvem Boletus speciosus Frost. 1874. To pramení patrně ze Singerovy publikace Die Röhrlinge. II. Die Boletoideae und Strobilomycetaceae. In: Die Pilze Mitteleuropas 6 vydané v roce 1967. Později bylo prokázáno, že makroskopicky podobný hřib je samostatným druhem, který od růžovníku odlišují mikroznaky (pokožka klobouku a kaulohymenia na třeni). V roce 2014 byl Boletus speciosus var. brunneus, který makroskopicky připomíná evropský růžovník, povýšen na samostatný druh Butyriboletus brunneus.

## Ochrana
Hřib růžovník je velmi vzácný, popsaných nálezů je ještě méně než u hřibu královského. Je zařazen do Červeného seznamu hub České republiky (pod jménem Boletus pseudoregius) jako kriticky ohrožený druh (CR). Je proto třeba jej chránit a nálezy hlásit a dokladovat nejbližšímu mykologickému pracovišti.